# Polymera leucostropha
Polymera leucostropha är en tvåvingeart som beskrevs av Alexander 1966. Polymera leucostropha ingår i släktet Polymera och familjen småharkrankar.
Artens utbredningsområde är Peru. Inga underarter finns listade i Catalogue of Life.